# Jean-Louis Lully
Jean-Louis Lully (ur. 24 września 1667 w Paryżu, zm. 23 grudnia 1688 tamże) – francuski muzyk i kompozytor.
Był najmłodszym synem Jean-Baptiste Lully'ego. 8 czerwca 1687 roku przejął dwa stanowiska, jakie jego ojciec miał na dworze, zostając: surintendant i compositeur de la musique de la chambre du roi. Miał zostać również dyrektorem dworskiej opery lecz decyzję tę odwlekano z racji jego młodego wieku. W końcu nie został dyrektorem.